# Opération Focus
 (août 2020).
Si vous disposez d'ouvrages ou d'articles de référence ou si vous connaissez des sites web de qualité traitant du thème abordé ici, merci de compléter l'article en donnant les références utiles à sa vérifiabilité et en les liant à la section « Notes et références ».

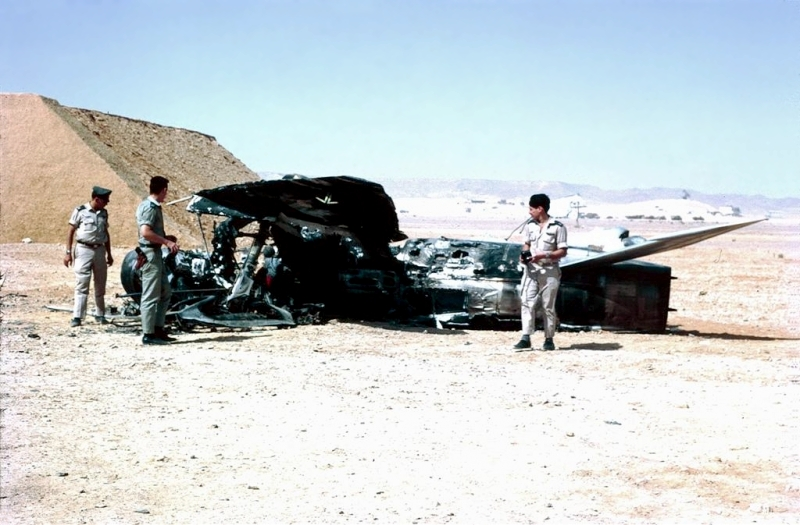
Officiers israéliens près d'un Mikoyan-Gourevitch MiG-21 égyptien détruit à l'.

Deux Iliouchine Il-14 égyptien détruit le 5 juin.

L’opération Focus (en hébreu : מבצע מוקד, Mivtza Moked) est la première opération aérienne de la guerre des Six Jours en 1967.
À 7 h 45 le 5 juin 1967, la force aérienne israélienne, sous le commandement de Mordechai Hod (en) a lancé une attaque aérienne massive qui détruit la majorité de l'armée de l'air égyptienne au sol. À 12 h, étendus à d'autres pays, les forces aériennes égyptienne, jordanienne et syrienne avaient perdues 450 avions et 18 aérodromes situés en Égypte, et n'étaient plus utilisables pour la suite de la guerre.
Cette opération de supériorité aérienne permettait de sécuriser un déploiement de troupes au sol.